# Клиттен (коммуна)
Клиттен (нем. Klitten) — бывшая коммуна в немецкой федеральной земле Саксония. С 1 февраля 2009 года входит в состав общины Боксберг (Верхняя Лужица).
Подчинялась административному округу Дрезден. Входила в состав района Гёрлиц. На 31 декабря 2008 года население составляло 526 человек. Занимала площадь 5,289 км².
Официальным языком в населённом пункте, помимо немецкого, является лужицкий.